# Eriogonum mohavense
Eriogonum mohavense är en slideväxtart som beskrevs av S. Wats.. Eriogonum mohavense ingår i släktet Eriogonum och familjen slideväxter. Inga underarter finns listade i Catalogue of Life.